# Ohariu
Ohariu (ou Ohariu Valley) est une banlieue de la cité de Wellington, située dans le sud de l’Île du Nord de la Nouvelle-Zélande.

## Situation
C’est une localité rurale, située à 5 km de la ville de Khandallah.

## Toponymie
Le nom est une transformation de « Owhariu », où selon la mythologie māori, l'explorateur initial Kupe faisait sécher les voiles de son canoé,.
Le nom de la localité a été donné à deux secteurs électoraux successivement :celui d’Ōhāriu (en) (le premier formé pour les élections de 1978 ) et celui de Ohariu-Belmont qui exista à partir des élections de 1996 et jusqu’en 2008).

## Gouvernance
Le secteur est sous la gouvernance du board de la communauté (en) de Makara / Ohariu.

## Histoire
Au XIXe siècle, Ohariu fut divisé en sections par la Compagnie de Nouvelle-Zélande.
La plupart des lots furent vendus à des propriétaires en leur absence et il y avait seulement trois colons, qui résidaient sur place en 1854: James Smith, James Hallett et James Holder.
Plus tard, les colons présents en 1860, furent James Bryant et son fils, au niveau de Huia Farm, Thomas Bassett de Willow Bank, Charles Austin, George Best, et George Beech.
Initialement les fermes qui fonctionnaient étaient basées sur l’élevage des moutons et des bovins.
Leur accès se faisait par un chemin à partir d‘Awarua Street venant de Ngaio, Khandallah et Johnsonville et à partir de 1860 par la Old Coach Road (en), puis en 1908 via Ironside Road en direction de Johnsonville.
À partir de 1916, il y eut une prolifération de fermes laitières, qui durèrent 50 ans à cause du meilleur retour sur investissement que l’élevage des moutons.
Cela commença quand Frank Nossiter acheta 100 acres (soit 41 ha) de la ferme de moutons d’Alf Kirby et y amena 25 vaches venant de sa ferme nommée Catewell Farm de la ville de Feilding.
Il fut rejoint par une douzaine de fermes laitières.
La vallée d’Ohariu a ainsi un article spécifique depuis 1896 dans The Cyclopedia of New Zealand (en).

## Autres lectures
- (en) Julie Bremner, Wellington’s Northern Suburbs 1840-1918, Wellington, Millwood Press, 1983 (ISBN 0-908582-59-5), p. 87-92.
- (en) Julie Bremner, Wellington’s Northern Suburbs 1919-1945, Wellington, Millwood Press, 1987 (ISBN 0-908582-80-3).